# Vườn quốc gia Munga-Thirri

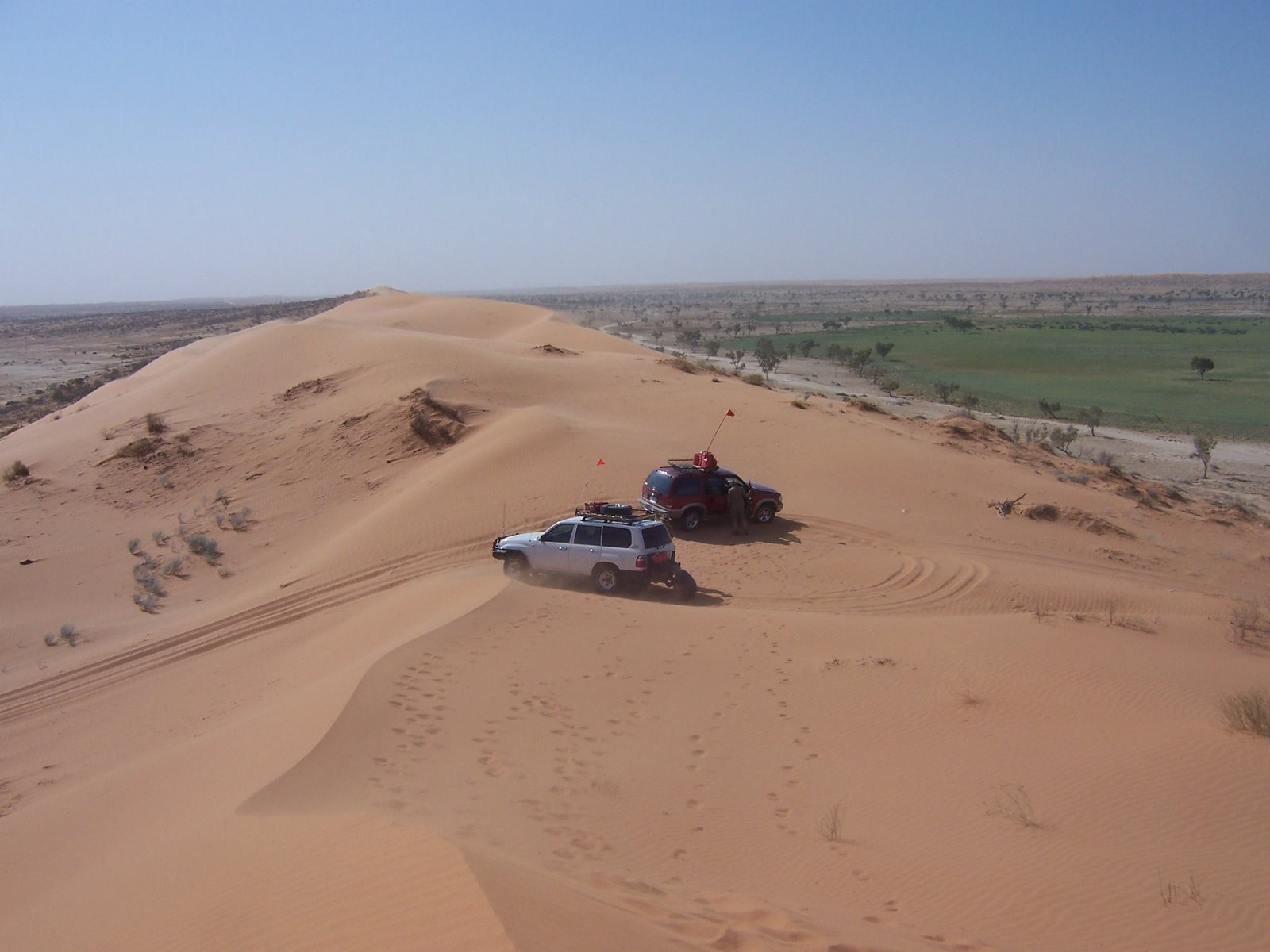
'Big Red' is the largest sand dune in the national park, 2007.

Vườn quốc gia Munga-Thirri, tên cũ là Vườn quốc gia Sa mạch Simpson, là vườn quốc gia lớn nhất ở Queensland, Úc, 1,495km về phía tây của Brisbane. Vườn quốc gia có diện tích hơn 10.000 km2 trên sa mạc Simpson xung quanh Poeppel Corner phía tây Birdsville và Bedourie ở khu vực Tây Trung bộ.

## Địa hình
Các đặc điểm chính của công viên là những cồn cát lớn có thể cao 50m và cách nhau khoảng 1km. Hầu hết các cồn cao từ 10 đến 35 m. Dải cát dài nhất có chiều dài 200km. Một trong những cồn cát nổi bật nhất được gọi là 'Big Red' và cách Birdsville 35km về phía tây. [2] Các đụn cát bắt đầu hình thành từ 30.000 năm trước. Cũng được tìm thấy trong công viên là hồ muối và đất sét cứng.

## Thực vật và động vật
Cảnh quan hỗ trợ đến 180 loài chim. Vườn quốc gia này bao gồm một phần của Vùng chim quan trọng của Vùng Simpson Desert, được BirdLife International xác định vì nó có môi trường sống thích hợp cho Eyrean grasswren.. Những động vật khác có thể nhìn thấy bao gồm dingo, tắc kè và con lạc đà hoang dã. Với sự suy giảm của bất kỳ cơn mưa đáng kể nào đó sẽ có sự chuyển đổi của hoa dại.

## Du lịch
Khách tham quan được khuyến khích đến thăm từ tháng 4 đến tháng 10 để tránh nhiệt độ ban ngày quá cao và đi du lịch trong một bữa tiệc có hai bên với thiết bị liên lạc đường dài. [1] Một chiếc xe 4 bánh là cần thiết để đi qua vườn quốc gia. Không có đường trong vườn quốc gia này. Đường chính được gọi là QAA Line. Mùa đông có thể đóng băng, trong khi nhiệt độ vào mùa hè có thể nóng tới 50 °. Cắm trại được phép trong phạm vi 500m của Đường QAA. Xe không được rời khỏi đường chính.
Cơ quan kiểm lâm quản lý vườn quốc gia này có trụ sở tại Birdsville thỉnh thoảng đóng công viên khi những con sông ngập nước gây nguy hiểm cho khách du lịch. Số lượng khách du lịch ngày càng tăng đã cạn kiệt nguồn cung cấp gỗ đến mức mà các động vật bản địa có thể bị ảnh hưởng. Điều này đã dẫn đến các nhà chức trách khuyến khích việc sử dụng lò bếp gas.

## Lịch sử
Thổ dân đã sống trong khu vực từ nhiều thế hệ. Họ sống sót trong điều kiện khô ráo bằng cách đào ngập trong những trầm cảm giữa các cồn cát, một số trong đó sâu 7m.
David Lindsay là người không phải là thổ dân đầu tiên vượt qua khu vực trung tâm và miền nam của sa mạc Simpson vào năm 1886. Cho đến năm 1936, Ted Colson vượt qua chiều dài của sa mạc.
Một vườn quốc gia ở sa mạc lần đầu tiên được đề nghị vào năm 1965 bởi Hiệp hội các Vườn quốc gia. Công viên đã được mở rộng về phía bắc vào năm 1991. Việc mở rộng bao gồm các vùng đất khô cằn với một phạm vi đa dạng hơn của thảm thực vật. 